# Dianella bambusifolia
Dianella bambusifolia är en grästrädsväxtart som beskrevs av Hallier f. Dianella bambusifolia ingår i släktet Dianella och familjen grästrädsväxter. Inga underarter finns listade i Catalogue of Life.